# Silvan-Pierre Leirich

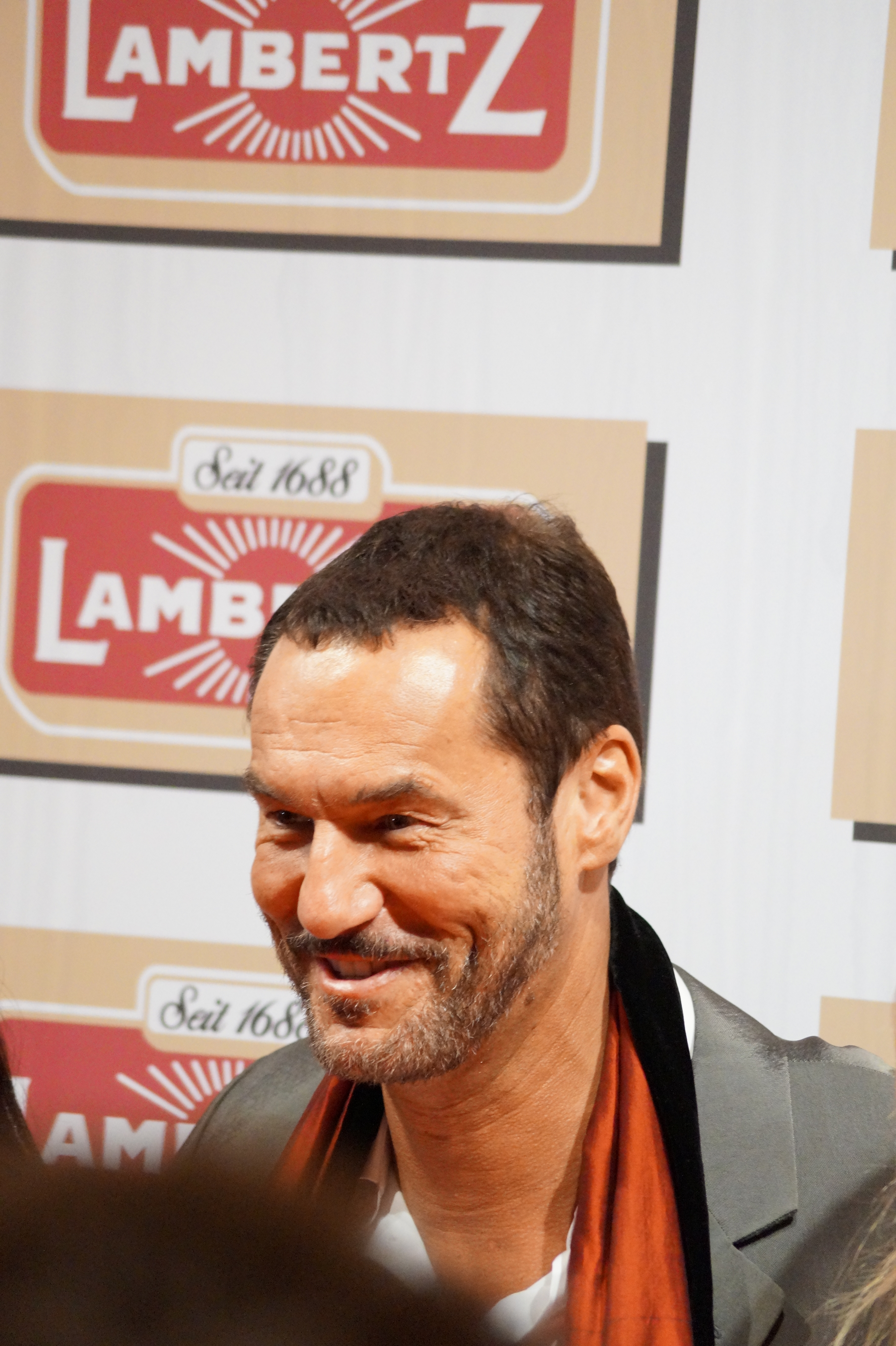
Silvan-Pierre Leirich auf der Lambertz Monday Night 2015

Silvan-Pierre Leirich (* 21. November 1960 in Hannover) ist ein deutscher Fernseh- und Theaterschauspieler, Drehbuchautor, Sänger und Synchronsprecher.

## Leben

### Beruflicher Werdegang
Während seiner Schauspielerausbildung von 1981 bis 1984 an der Otto-Falckenberg-Schule in München erhielt Leirich erste kleine Rollen in Hörspielen des Bayerischen Rundfunks unter Leitung von Michael Peter. Theater spielte er in Ulm, Basel, Wiesbaden und in Dortmunder Theaterhäusern sowie bei den Salzburger Festspielen. Während seiner Dortmunder Theatertätigkeit sprach er auch die Frühnachrichten für einen lokalen Rundfunksender.
Heute ist er vor allem als Fernsehschauspieler zu sehen und inzwischen auch als Sänger, Komponist und Textdichter tätig. Gelegentlich arbeitet er noch als Synchronsprecher für amerikanische Filme und Serien. Seit 2006 ist er in der Seifenoper Alles was zählt zu sehen.

### Privat
Leirich wuchs in Hannover auf und lebte längere Zeit in Rom. Seit 2006 wohnt er, bedingt durch die Rolle in Alles was zählt, in Köln. Er ist verheiratet mit der italienischen Schauspielerin Barbara Ricci und hat einen Sohn und eine Tochter. Er spricht neben Deutsch fließend Italienisch, Französisch und Englisch.

## Werke

### Theater
- Friedrich Schiller: Don Karlos als Don Carlos
- Gotthold Ephraim Lessing: Nathan der Weise als Tempelherr
- William Shakespeare: Julius Cäsar als Cato und auch als Varus
- William Shakespeare: Ein Sommernachtstraum als Oberon
- Edward Albee: Wer hat Angst vor Virginia Woolf? als Nick
- Sam Shepard: Goldener Westen als Lee
- Marquis de Sade als Marquis de Sade
- Diverse Rollen in der eigenen Comedy-Show Feelin Allright

### Fernsehen
- 1988: Unter Freunden
- 1992: Endstation Harembar
- 1992: Das Nest – Schatzsuche
- 1992: Rosen für Afrika
- 1992: Neptun und Isolde
- 1993: Dann eben mit Gewalt
- 1993: Happy Holiday – Täuschungsmanöver
- 1993: Christmas
- 1994: Der letzte Kosmonaut
- 1995: Das kalifornische Quartett
- 1995: Unser Charly
- 1996: Der schwarze Fluch – Tödliche Leidenschaften
- 1996: Römisches Intermezzo
- 1996: Faust – Der Goldjunge (Fernsehreihe)
- 1996: Im Namen des Gesetzes (Fernsehserie, Folge Tödlicher Glaube)
- 1996: Die Geliebte
- 1996: Hallo, Onkel Doc! (Fernsehserie, Folge Freundschaft)
- 1996: Klinik unter Palmen – Spiel mit dem Feuer
- 1997: Benny allein gegen alle
- 1997: Der Bergdoktor (Fernsehserie, Folge Verwirrung der Gefühle)
- 1997: Ein Schloß für Rita
- 1998: Eine ungehorsame Frau (TV)
- 1998: Ein Engel schlägt zurück
- 1998: Tatort – Schüsse auf der Autobahn
- 1998: Polizeiruf 110 – Discokiller (Fernsehreihe)
- 1999: Atemlose Liebe
- 1999: JETS – Leben am Limit –  Out of Control
- 1999: Ein starkes Team: Der letzte Kampf (Fernsehserie)
- 1999: Maître Da Costa – Alibi sur Ordonnance
- 1999–2003: Herzschlag – Das Ärzteteam Nord (Serie)
- 1999: Die Kommissarin – Die große Versuchung
- 2000: Der Pfundskerl
- 2000: Der Fenstersturz
- 2001: Sinan Toprak ist der Unbestechliche
- 2001: Du oder keine
- 2002: Schneemann sucht Schneefrau
- 2002: Alphateam – Die Lebensretter im OP (Fernsehserie, Folgen 7x21, 7x23)
- 2002: Polizeiruf 110 – Vom Himmel gefallen
- 2003: Ritas Welt (Fernsehserie, Folge Schumann gibt Gas)
- 2003: In aller Freundschaft (Fernsehserie, Folge 6x207)
- 2000, 2004: Ein Fall für zwei (Fernsehserie, 2 Folgen)
- 2004: Tatort – Eine Leiche zu viel
- 2004: Saniyes Lust
- 2005: Küstenwache (Fernsehserie, Folge Verschworene Gemeinschaft)
- 2006: Hinter Gittern – Der Frauenknast (Fernsehserie, Folge 385 Im Hexenkessel 2)
- 2008: Alarm für Cobra 11 – Die Autobahnpolizei (Fernsehserie, Folge Der Verrat)
- 2005–2006: Sophie – Braut wider Willen (Fernsehserie, 65 Folgen)
- seit 2006: Alles was zählt (Soap)

### Kino
- 1994: Pumuckl und der blaue Klabauter
- 1999: St. Pauli Nacht
- 1998: Der Campus

### Synchronsprecher
- Robin Hood – König der Diebe Stimme von Christian Slater
- Unterwegs nach Cold Mountain Stimme von Jude Law
- South Park Stimme von Jesus
- Disneys Gummibärenbande Stimme von Gusto Gummi
- Stimme von Thierry Lhermitte in diversen Filmen

### Drehbuchautor
- Stefania (Spielfilm)
- Ein ganz normales Leben (Berny’s Weg) (Spielfilm)
- Feelin Allright (eigene Bühnen-Comedy-Show)

## Musik / Musiker

### Album (deutschsprachig)
Diamantentränen (2007)
1. Paul der Looser
2. Diamantentränen
3. Die coole Frau aus Rio de Janeiro
4. Immer wenn wir kommen
5. Das hab’n wir nicht gewusst
6. Ich glaube es wird regnen
7. Der tote Kommissar
8. Sahara Blues (Berny’s Weg)
9. Lajèra Amor Monsun
10. Besessen....
11. Regenbogentanz
12. Asche in den Wind
13. Paul der Looser (Radio-Edit)

### Maxi-Single (Album-Auskopplung)
Paul der Looser
1. Paul der Looser (Radio-Edit)
2. Das hab’n wir nicht gewusst
3. Paul der Looser (Album-Version)
4. Paul der Looser (Karaoke)